# Minas Geraes-klass
Minas Geraes-klass var en klass brasilianska slagskepp, bestående av fartygen Minas Geraes och Sao Paulo.
Brasilien hade efter konflikten mellan Chile och Argentina vid sekelskiftet 1900 hamnat på efterkälken i den sydamerikanska kapprustningen och hade trots att de var det största landet den tredje största flottan. Detta oroade landets marinledning som 1904 lyckades få kongressen att godkänna ett moderniseringsprogram för flottan omfattande konstruktion av 28 nya fartyg i olika klasser. 1906 skrevs kontrakt med varvet Armstrong i Elswick om byggnation av tre pansarkryssare som skulle heta Rio de Janeiro, Minas Gerais och São Paulo. De var baserade på kraftigt omarbetade ritningar på pansarskeppet Triumph. Sedan det nya fartyget Dreadnought blivit känt i världen beslutade Brasilien att denna nya standard skulle styra pansarskeppens konstruktion. I februari 1907 lyckades man häva det gamla kontraktet och teckna ett nytt om bygge av två fartyg i stället för tre, Minas Gerais och São Paulo. Fartygen kom dock att ärva ett antal egenskaper från det ursprungliga projektet. Bland annat föredrog man traditionella ångmaskiner framför ångturbiner, delvis då de tidiga ångturbinerna var mycket bränsleslukande. Minas Gerais som byggdes vid Armstrongs varv i Elswick kölsträcktes i april 1907, sjösattes i september 1908 och levererades till brasilianska flottan i januari 1910. São Paulo som byggdes vid Vickers varv i Barrow-in-Furness kölsträcktes i september 1907, sjösattes i april 1909 och levererades till brasilianska flottan i augusti 1910.
Fartygen genomgick en omfattande ombyggnad vid örlogsvarvet i New York, São Paulo 1918-1921 och Minas Gerais 1920-1921. Fartygen fick nu ett nytt eldledningssystem. En del av de mindre kanonerna ersattes av 76 mm luftvärnspjäser, de båda 47 mm kanonerna på torntaken ersattes av 37 mm kanoner för övning av artilleristerna. Även radioutrustningen förnyades. 1937-1940 demonterades de kvarvarande 47 mm kanonerna på São Paulo och ersattes av dubbla 20 mm automatkanoner av Madsens fabrikat. Minas Gerais genomgick 1931-1938 en ombyggnad där de gamla ångpannorna ersattes av nya oljeeldade av Thornycrofts konstruktion. Kanonernas elevation ökades och 12 av 120 mm kanonerna byttes ut mot 14 modernare pjäser av samma kaliber. Samtidigt förstärktes luftvärnet med fyra 102 mm pjäser och fyra 40 mm automatkanoner. De fyra 40 mm automatkanonerna byttes 1940 ut mot sex dubbla 20 mm automatkanoner av Madsens fabrikat.
São Paulo ansåg vid mitten av 1930-talet var i så dåligt skick att fartyget överfördes till reserven. Då Brasilien 1942 inträdde i andra världskriget på de allierades sida återkallades dock fartyget till aktiv tjänst. Båda fartygen ansåg dock så föråldrade att de främst kom att användas som flytande batterier, Minas Gerais i Salvador och São Paulo i Recife. São Paulo ströks ur flottans rullor i augusti 1947. I augusti 1951 såldes hon som skrot till ett brittiskt företag. Under bogsering från Rio de Janeiro mot England brast linorna under en storm natten mellan 4 och 5 augusti och slagskeppet försvann. Dess öde är okänt. Minas Gerais kom att förtöjas för gott i maj 1952, och användes därefter en tid som stillaliggande stabsfartyg för marinchefen. I december 1952 ströks hon ur flottans rullor och såldes 1953 som skrot till ett italienskt företag. Hon anlände till ett varv i Italien för upphuggning i april 1954.